# Бомон сир Вел
Бомон сир Вел (фр. Beaumont-sur-Vesle) насеље је и општина у североисточној Француској у региону Шампањ-Арден, у департману Марна која припада префектури Ремс.
По подацима из 2011. године у општини је живело 707 становника, а густина насељености је износила 124,25 становника/km². Општина се простире на површини од 5,69 km². Налази се на средњој надморској висини од 100 метара.

## Демографија
| 1962. | 1968. | 1975. | 1982. | 1990. | 1999. | 2011. |
| ----- | ----- | ----- | ----- | ----- | ----- | ----- |
| 382   | 443   | 454   | 479   | 686   | 744   | 707   |

График промене броја становника у току последњих година